# Tires finíssimes
Tallar finíssimament o a tires finíssimes és l'expressió que s'utilitza en cuina en català per a la tècnica consistent en tallar en tires encara més fines que les tires fines. Aquestes es tallen amb el gruix d'una agulla.

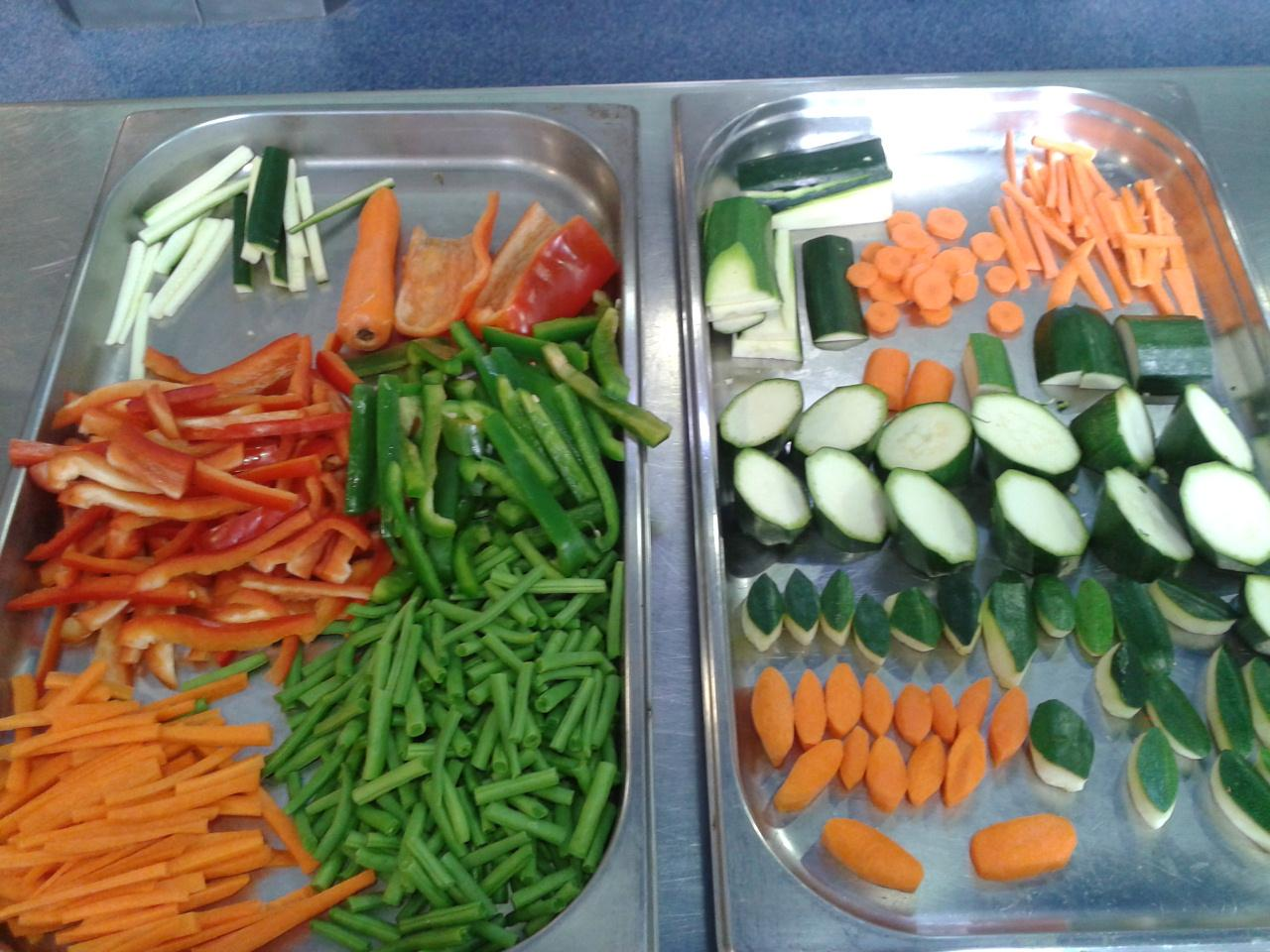
Diferents talls de verdures: juliana, tornejat, ...

## Altres tècniques de tall
- Tires llargues és una tècnica culinària consistent a tallar amb un ganivet certes verdures de grans fulles en tires allargades, d'uns tres centímetres de llarg per mig centímetre d'ample. En català s’anomena també xifonada, del francès chiffonnade, malgrat que es desaconsella el seu ús.[1]
- Tires fines (o tall a la juliana):[2] consisteix a tallar els aliments, sobretot verdures, en tires el més fines possible, idealment del gruix d'un escuradents, però del mateix llarg que les tires llargues, és a dir, de tres centímetres de llarg aproximadament. S'ha d'evitar el barbarisme julienne.[1]
- Tall a la brunesa[3] (del francès brunoise) és tallar en daus molt petits de 2 × 2 × 2 mm una guarnició de verdures o fruites.
- Bresa: És un tall habitual a la cuina catalana[1] Consisteix a tallar les verdures en daus regulars, de forma quadrada a totes les seves cares i d'uns 2,5 centímetres d'aresta. Se sol utilitzar per a verdures com la pastanaga, l'api, etc. en tota mena de coccions. Aquesta tècnica també es coneix pel gal·licisme mirepoix, que es desaconsella usar.[1]
  - Daus regulars no gaire grossos, és una variant de la bressa usada a la cuina tradicional i a la qual la mida corresponent als quadrats és d'un centímetre aproximadament.[1] S'utilitza de vegades, per exemple, per a les patates fregides tallades a daus i no a bastonets que solen acompanyar alguns guisats, o també per a tallar la fruita de la macedònia.
- Daus petits, és una variant a la qual els daus són molt petits, de mig centímetre d'aresta. En francès s’usa el mot printanière, que significa primaveral.[1]